# Warhammer: Shadow of the Horned Rat
Warhammer: Shadow of the Horned Rat, (рус. Молот Войны: «Тень Рогатой Крысы») — компьютерная игра, варгейм в реальном времени из вселенной Warhammer. Игра разработана Mindscape и выпущена компанией при поддержке Games Workshop. Игра стала первой стратегией серии.

## Сюжет
Игровой процесс игры основан на настольной игре Warhammer Fantasy Battle.
Сюжет игры сосредоточен на наемном генерале, пытающемся остановить заговор скейвенов.

## Геймплей
Играя за наёмного командующего Моргана Бернхарда, игрок должен победить множество противников в сражениях, используя как стрельбу и ближний бой, так и волшебство. Финансами наемной армии занимается казначей Дитрих. Игроку часто дают возможность выбора миссий, тем самым давая возможность различным путям прохождения игры, некоторые из которых дают доступ к различным наёмным отрядам.
Потери, понесённые в предыдущих сражениях, складываются с растущим уровнем сложности сражений. Из-за этого игру очень трудно быстро пройти. Потери отрядов могут быть возмещены в большинстве городов в промежутках между миссиями, где можно восстановить или нанять соответствующие отряды. Отряды приобретают опыт и становятся сильнее, тем самым увеличивая стоимость восстановления. Также солдат из отряда может быть ранен, и он будет излечен бесплатно после пропуска им следующей битвы.
Игрок мог получать магические артефакты и знамёна, которые можно было вручить отдельным героям и целым отрядам в целях повышения их боевой эффективности.
Игра отличалась сложностью миссий, требовавших осторожных и вдумчивых решений. Отряды в бою перемещаются в режиме реального времени, что придаёт событиям большую реалистичность и драматизм. Также игра даёт возможность поворачивать камеру вместе со всеми полигональными постройками и спрайтовыми боевыми отрядами. Управление боем производится при помощи иконок.

## Оценки
| Русскоязычные издания | Русскоязычные издания |
| Издание               | Оценка                |
| --------------------- | --------------------- |
| «Страна игр»          | [ 1 ]                 |
| Великий Dракон        | [ 2 ]                 |